# Dusona carinata
Dusona carinata är en stekelart som beskrevs av Gupta 1977. Dusona carinata ingår i släktet Dusona och familjen brokparasitsteklar. Inga underarter finns listade i Catalogue of Life.